# Houdremont
Houdremont (en wallon Hodrémont, localement Odrémont) est un village de l'Ardenne namuroise, sur les hauteurs de Semois, en Belgique. Administrativement il fait aujourd'hui partie de la commune de Gedinne située en Région wallonne dans la province de Namur. C'était une commune à part entière avant la fusion des communes de 1977.

## Étymologie
Le suffixe "-mont" de "Houdremont" pourrait venir soit de "mons" (le mont) précédé du nom, ce qui donnerait une origine comme "Hodradi mons" ou "Hulderici mons" (ou encore Holdrad ou Hulderic, Ulrich) ; soit de "mansio", la demeure, la maison, et donc signifier la "demeure de Holdrad" ou Hulderic". L'abbé J. Dubois, auteur d'un article sur l'histoire de la commune, penche pour la deuxième solution : la faible altitude de la localité (428 m) justifie mal l'appellation de "mont". Quoi qu'il en soit, le toponyme semble bien renvoyer à la présence germanique dans la région.

## Géographie
Situé en Ardenne namuroise, Houdremont est le village le plus élevé de la province de Namur avec plus de 420 mètres d'altitude.

## Évolution démographique
- Source: DGS, 1831 à 1970=recensements population, 1976= habitants au 31 décembre

## Histoire

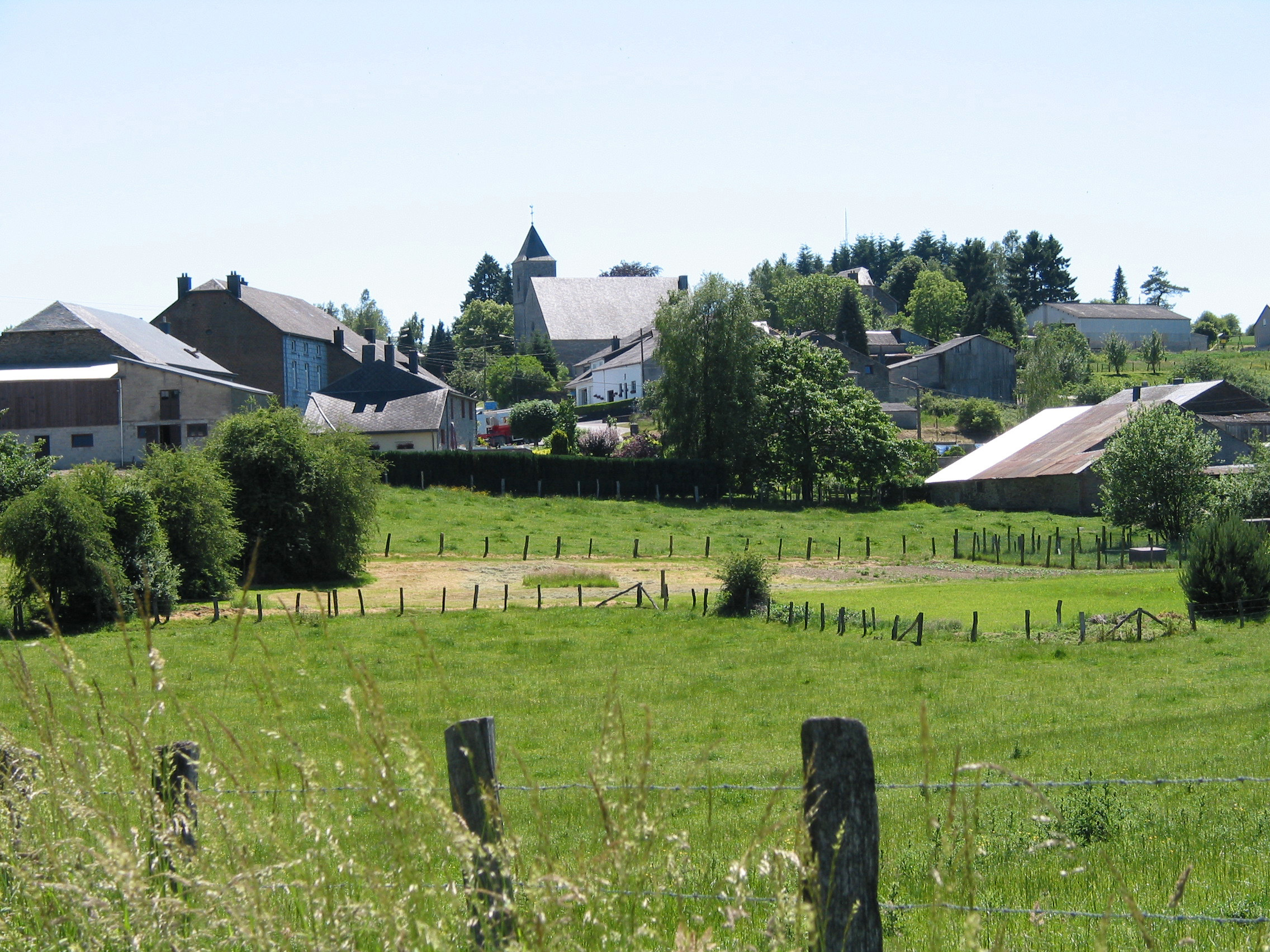
Vue générale du village.

Village agricole, Houdremont a connu une forte occupation à l'époque des invasions germaniques.
Sous l'Ancien Régime, ce village appartenait au comté d'Orchimont dont le chef-lieu correspond au village actuel d'Orchimont. Ensuite, Houdremont, en tant que fief mouvant d'Orchimont est acquis par le comte Jean en 1260. 
Sous le régime espagnol, le village a apparemment eu sa propre garnison. Les ruines d'un castel sur le lieu-dit la "Citadelle" en ont témoigné. Ce castel a été détruit par un incendie durant la Seconde Guerre mondiale. Le village a été le théâtre de combats de la Résistance en août/septembre 1944 avec des gens de Graide et Naomé.
Houdremont n'est plus une commune autonome depuis la fusion des communes de 1977.

## Sources
- J. Dubois, Le passé d'Houdremont, Le Guetteur wallon, 1981, n° 4, p. 109-107
- Rapport annuel communal 2005 : site de la commune de Gedinne, (page consultée le 08/02/2007 ) http://www.gedinne.be/pdf/Rapport2005.pdf

- Houdremontrez-vous, 28-29 août 1999 : découverte du village de Houdrémont en textes et en images, (page consultée le 08/02/2007) http://houdremont.ibelgique.com/